# Như cái lò
"Như cái lò" là một ca khúc được trình bày bởi ca sĩ Huyền Sambi với sự sáng tác của nhạc sĩ Khắc Hưng và phần rap sáng tác bởi rapper Mr. A. Video âm nhạc của ca khúc này được phát hành ngày 21 tháng 8 năm 2017.
Khi phát hành, ca khúc đã nhận nhiều về nhiều đánh giá trái chiều, bị chỉ trích "phản cảm" và còn bị nghi ngờ đạo nhạc.

## Bối cảnh
Vào thời điểm 2017, Khắc Hưng sở hữu nhiều ca khúc nổi tiếng. Anh cũng là nhạc sĩ được đánh giá cao khi dung hòa giữa yếu tố thị trường và hàn lâm. Trong khi đó, Huyền Sambi cũng là một ca sĩ "đáng mong chờ" khi cô thắng 11 giải thưởng Bài hát Việt. Cô cũng nhiều lần gây ấn tượng với những ca khúc tự sáng tác như "Hồ nước", "Nghiêng", "Ngày khát"…
Trước khi sản phẩm được chính thức ra mắt, Khắc Hưng viết trên trang cá nhân: "Đây là bài hát Hưng dành nhiều tình cảm nhất trong năm nay, và là một bài hát đánh dấu một bước ngoặt thay đổi trong phong cách âm nhạc của Hưng: giải phóng hơn, táo bạo hơn, và làm nhiều cái mà trước đây chưa bao giờ mình nghĩ tới. Chuẩn bị nhận gạch đá để xây nhà". Khắc Hưng sáng tác "Như cái lò" cho Huyền Sambi dựa trên cá tính âm nhạc và tính cách của cô.
"Như cái lò" từng được quảng cáo trên nhiều kênh thông tin. Đơn vị phát hành của bài hát còn gọi "Như cái lò" là MV Ghen 2.

## Phát hành
Ca khúc chính thức ra mắt ngày 21 tháng 8 năm 2017. Nhiều người tin rằng Min và Erik có tham gia video ca nhạc khi họ xuất hiện trong các đoạn phim giới thiệu. Tuy nhiên khi phát hành, "Như cái lò" hầu như không liên quan gì về nội dung và ca khúc với "Ghen". Min và Erik không góp giọng và cũng không đóng góp gì cho ca khúc.

## Đón nhận
Đa số khán giả cho rằng "video ca nhạc là sự thụt lùi trong âm nhạc của cả nhạc sĩ, ca sĩ và ekip sản xuất vì ca từ ca khúc nhạt nhẽo, hình ảnh minh họa phản cảm". "Như cái lò" đã đạt hơn 500.000 lượt xem chỉ sau 2 ngày ra mắt. Ba ngày sau khi phát hành, ca khúc đạt hạng 13 trên tab thịnh hành của YouTube cùng nhiều lượt tương tác phản hồi. Phần lớn trong số gần 5000 bình luận là chỉ trích hoặc chửi bới. Số lượng dislike (không thích) lên đến 20 nghìn và chiếm áp đảo.

### Đón nhận nội dung
Nhiều khán giả đã chỉ ra sản phẩm này có sự giống nhau từ beat nhạc, cách hát nói, bối cảnh và vũ đạo của với Bass Down Low của DEV phát hành năm 2010. Vũ đạo của Huyền Sambi cũng bị chê "nhái lỗi" Hello bitches của CL (2NE1).
Báo ZingNews cho biết ca khúc được sáng tác trong bối cảnh nhiệt độ Hà Nội lên đến gần 50 độ và xoay quanh cuộc đối thoại của đôi trai gái về vấn đề thời tiết khắc nghiệt. Ca từ được nhận xét là đơn giản, thậm chí là "nhảm". Điệp khúc "Nóng, nóng như cái lò" được lặp lại nhiều lần. Đan xen trong lời hát là những tiếng thở mạnh, hình ảnh nóng bỏng, lăn, lê, bò toài… bị chỉ trích là "phản cảm".
Trên trang cá nhân, nhạc sĩ Nguyễn Văn Chung bày tỏ sự bức xúc: "Là nghệ sĩ đúng nghĩa, nên định hướng khán giả chứ đừng hùa theo. Vì nói thẳng, đại đa phần khán giả trẻ dân trí còn thấp. Nếu chúng ta cứ cười xuề xòa… rồi biện minh rằng ‘do mọi người nhạy cảm, suy diễn chứ tôi chẳng ý gì’ thì sớm muộn cũng nhan nhản bài hát như vậy".
Nhiều người hâm mộ đã tỏ vẻ thất vọng đối với ca khúc này, mặc dù trước đó có khá nhiều người đặt niềm tin vào chất lượng của sản phẩm trước khi ra mắt. Sau đó, "Như cái lò" bị Cục Nghệ thuật Biểu diễn liệt vào danh sách ca khúc có ca từ nhảm nhí, đồng thời bị cho là "ca khúc nhảm nhí nhất năm 2017".

### Tên bài hát
Tên bài hát bị cho là cố tình hướng tới một cụm từ nhạy cảm để tạo ấn tượng nhằm thu hút người nghe, và bị phản ứng dữ dội vì sử dụng thuật "chơi chữ" mang tính nhạy cảm này. Không ít khán giả nhận xét các cảnh quay và âm thanh trong ca khúc dễ khiến người xem liên tưởng đến những bộ phim cấp 3. Vũ đạo, trang phục cũng khêu gợi đến mức phản cảm. Báo Dân Việt nhận xét tựa đề của bài hát "đã thể hiện tư duy "không sạch" của đội ngũ sản xuất ca khúc" và cho biết tên của ca khúc có phần hao hao và khiến nhiều người liên tưởng tới một cụm từ tục tĩu khác. Nhạc sĩ Lê Minh Sơn chia sẻ quan điểm không ủng hộ tiêu đề ca khúc này vì cho rằng đây là một cách sử dụng tiếng lóng trơ trẽn của "những người thích nói bậy mà không được nói bậy hẳn ra nên nói lóng, nói ngược lại".

### Phản hồi từ nghệ sĩ
Trước những lời nhận xét, Huyền Sambi cho biết cô "tôn trọng và luôn đón nhận tất cả những ý kiến của mọi người dành cho mình: "Tôi nghĩ không sao cả vì mỗi người có những suy nghĩ khác nhau, tôi luôn đón nhận những ý kiến trái chiều đó để hoàn thiện bản thân mình hơn. Tôi nghĩ theo thời gian mình sẽ chứng cho khán giả thấy biết mình là ai". Cô cũng khẳng định bài hát chỉ đơn giản nói về vấn đề thời tiết nóng bức. Khắc Hưng không đưa ra bình luận. Tuy nhiên, anh để lại dòng trạng thái trên trang cá nhân: "Hãy tránh khẳng định, và nên xây dựng thói quen nhìn vào nhiều mặt của một vấn đề hơn. Tôi nghĩ trên đời này, không có gì tuyệt đối đúng hay tuyệt đối sai".